# Gyümölcsvelő
A gyümölcsvelő (vagy gyümölcspüré) a gyümölcs szitán áttört vagy hasonló művelet által nyert, ehető része.

## Gyártása
A gyümölcsvelő az egész vagy a hámozott gyümölcs ehető részének áttörésével (lé elválasztása nélkül) készülő, rostos anyag.

## Felhasználása

### Gyümölcsszirup (szörp) készítésénél
A gyümölcsszörp olyan sűrűn folyó készítmény, amelyet friss vagy tartósított gyümölcsléből, sűrített gyümölcsléből, gyümölcsvelőből vagy ezek keverékéből cukor és adalékanyagok hozzáadásával állítanak elő, és a vízben oldható szárazanyag-tartalma legalább 60,0 ref.% 